# Uvala Sv. Ante
Uvala Sv. Ante este o arie protejată (sit de importanță comunitară — SCI) din Croația întinsă pe o suprafață de 21,79 ha, integral marine.

## Localizare
Centrul sitului Uvala Sv. Ante este situat la coordonatele 43°56′01″N 15°20′45″E / 43.933519°N 15.345747°E.

## Înființare
Situl Uvala Sv. Ante a fost declarat sit de importanță comunitară în iulie 2013 pentru a proteja un număr necunoscut de specii din flora spontană și fauna sălbatică aflate în arealul zonei.

## Biodiversitate
Situată în ecoregiunea marină mediteraneană, aria protejată conține 1 habitat natural: Golfuri mici largi și golfuri puțin adânci.
La baza desemnării sitului se află un număr nedeclarat de specii protejate.